# Мар'янопіль (Новоукраїнська міська громада)
Мар'я́нопіль — село в Україні, у Новоукраїнській міській територіальній громаді Новоукраїнського району Кіровоградської області. Населення становить 228 осіб.

## Населення
Згідно з переписом УРСР 1989 року чисельність наявного населення села становила 236 осіб, з яких 105 чоловіків та 131 жінка.
За переписом населення України 2001 року в селі мешкало 229 осіб.

### Мова
Розподіл населення за рідною мовою за даними перепису 2001 року:
| Мова       | Відсоток |
| ---------- | -------- |
| українська | 89,91 %  |
| молдовська | 5,26 %   |
| російська  | 4,39 %   |
| білоруська | 0,44 %   |